# Schizostigma hirsutum
Schizostigma hirsutum är en måreväxtart som beskrevs av George Arnott Walker Arnott och Carl Daniel Friedrich Meisner. Schizostigma hirsutum ingår i släktet Schizostigma och familjen måreväxter. Inga underarter finns listade i Catalogue of Life.